# Јапан у Првом светском рату
Јапан је у Првом светском рату учествовао од 1914. до 1918. године у савезништву са Антантом и одиграо је важну улогу на западном Пацифику и у Индијском океану, осигуравши мора од Немачке царске морнарице. Јапанско царство је искористило прилику да прошири свој утицај на Кину и да добије признање као светска сила у послератној геополитици.
Јапанска војска је искористила преокупираност Немачког царства у рату у Европи и освојила је њене поседе у Тихом океану и Источној Азији. Министар спољних послова Като Такаки и премијер Окума Шигенобу су желели да прошире утицај Јапана на Кину. Ангажовали су Суена Јатсена (1866—1925), тада у изгнанству у Јапану, али нису имали пуно успеха. Јапанска царска морнарица, скоро потпуно независна бирократска институција, је донела одлуку да отпочне ширење у Тихом океану. Заузела је немачке територије у Микронезији, северно од екватора, и острва су била под њиховом влашћу све док нису пребачена под цивилну контролу 1921. године. Ова операција је дала морнарици разлог за повећање буџета и флоте. Тако је морнарица стекла значајан политички утицај у државним и међународним пословима.

## Догађаји из 1914. године
Прве недеље Првог светског рата, Јапан је Великој Британији, свом савезнику од 1902. године, предложио да приступи рату, под условом да добије немачке територије у Тихом океану. Седмог августа 1914. године, британска влада је послала званичну молбу Јапану за помоћ при неутралисању Немачке царске морнарице, у и око кинеских вода. Јапан је Немачкој послао ултиматум 23. августа 1914. године, на који нису добили одговор. Тако је Јапан 23. августа 1914. године у име цара Таишоа формално објавио рат Немачкој. С обзиром да је Беч одбио да повуче Аустроугарску крстарицу, СМС Кајзерин Елизабет, из Ћингдаоа, Јапан је објавио рат и Аустроугарској 25. августа 1914. године.
Јапанске снаге су брзо окупирале територије Немачке на далеком истоку, а 2. септембра 1914. године, јапанске јединице су се искрцале на кинеску провинцију Шангдунг и опколиле су немачко насеље. Током октобра, скоро независно од цивилне владе, јапанска морнарица је заузела неколико немачких острвских колонија у Тихом океану, скоро без икаквог отпора. Јапанска морнарица је спровела први у свету ваздушни напад са брода на немачке копнене територије у Шангдунг провинцији са носача авиона Вакамија. Опсада Ћингдаоа је завршена 7. новембра 1914. године предајом немачких колонијалних снага.

## Догађаји 1915-1916.
Фебруара 1915, Јапанска царска морнарица са бродовима стационираним у Сингапуру је помогла при сузбијању побуне индијске војске против владе Велике Британије. Док су европски савезници Јапана били заокупирани ратом у Европи, Јапан је тежио даљем учвршћивању своје позиције у Кини и јануара 1915. године  је послао  двадесет један захтев кинеском председнику Јуен Шикаију. Овај двадесет један захтев би практично претворио Кину у јапански протекторат. Суочени са спорим преговорима и међународним критикама (нарочито од стране Сједињених Америчких Држава) Јапан је повукао последњу групу захтева и Кина је, 25. маја 1915. године, потписала споразум.
Током 1915-1916, немачки напори да склопе одвојени мир са Јапаном су били без успеха, а 3. јула 1916. године, Јапан и Русија су потписали споразум по коме неће потписивати одвојени мир са Немачком и договорили су се да ће се консултовати и заједно спроводити акције у случају да су им територије или интереси у Кини у опасности од треће стране.

## Догађаји из 1917. године
Осамнаестог децембра 1916. године, Велика Британија је поново послала захтев Јапану за поморску помоћ. Две од четири крстарице прве специјане дивизије стациониране у Сингапуру су послате за Кејптаун, један од главних градова Јужноафричке Републике, а четири разарача су послата у средоземно море, на Малту.
Друга специјална дивизија је вршила пратњу војних транспорта и операције против подморница. Није изгубљен ниједан брод, али 11. јуна 1917. године, разарач класе Каба је у близини Крита погођен торпедом аустроугарске подморнице У-27. Погинуло је 59 јапанских морнара. Јапанска морнарица је спровела 348 испраћаја са Малте, спровевши 788 бродова на којима је било око 700.000 морнара чиме су поприлично допринели ратним напорима, са укупним губитком од 72 морнара. Осим тога 7,075 људи је спасено са тонућих или оштећених бродова. Заузврат је Велика Британија признала територије освојене од стране Јапана.

## Догађаји 1918.
Године 1918, Јапан је наставио да шири свој утицај на Кину. Након Октобарске револуције у Русији, Јапан и Сједињене Америчке Државе су слали војску у Сибир како би учврстили војске Белог покрета против Црвене армије. У овој интервенцији на Сибиру, Јапан је у почетку планирао да пошаље 70.000 војника да окупирају Сибир све до Бајкалског језера. Овај план је знатно смањен због противљења Сједињених Америчких Држава.
При крају рата, Јапан је све више слао потребан ратни материјал својим савезницима у Европи. Ратни бум је помогао државној индустрији и повећао извоз. Извоз се учетворостручио од 1913. до 1918. године. Огромни прилив капитала у Јапан и пратећи индустријски бум су довели до убрзане инфлације. Због ове инфлације, августа 1918. године избијају Пиринчане побуне широм Јапана.